# Skilanglauf-Weltcup-Finale 2008
Das Skilanglauf-Weltcup-Finale 2008 war ein im Rahmen des Skilanglauf-Weltcups 2007/08 veranstaltetes Etappenrennen zum Ende der Weltcup-Saison. Die Austragung der drei Etappen des Weltcup-Finals fand zwischen dem 14. März 2008 und dem 16. März 2008 in Bormio in Italien statt. Bei der Premiere des Weltcup-Finals siegten Virpi Kuitunen aus Finnland und Vincent Vittoz aus Frankreich.
Für die Weltcupwertung wurden der Prolog und die Gesamtwertung gewertet. Im Prolog wurden an die 30 besten Sportler die üblichen Weltcuppunkte vergeben. Für die Gesamtwertung wurde die doppelte Punktzahl vergeben.

## Austragungsorte und Rennen
Bormio:
- 14. März: Prolog, freie Technik, 2,5 km (Frauen) 3,3 km (Männer).
- 15. März: Distanzrennen, klassisch, Massenstart, 10 km (Frauen), 20 km (Männer)
- 16. März: Verfolgung, freie Technik, Handicapstart*, 10 km (Frauen) und 15 km (Männer).

(*) Handicapstart: Bei diesem Rennen wurde in der Reihenfolge des aktuellen Gesamtklassements gestartet, d. h. die/der Führende zuerst. Der Startabstand ergab sich aus der Differenz der Gesamtzeiten zwischen den Startern aller bis dahin absolvierten Rennen.

## Ergebnisse

### Gesamt
Gesamtstand nach drei Rennen.
| Frauen |                         |              |
| Platz  | Name                    | Zeit         |
| 1      | Virpi Kuitunen          | 1:08:49,9 h  |
| 2      | Justyna Kowalczyk       | + 0,3 s      |
| 3      | Claudia Nystad          | + 39,6 s     |
| 4      | Walentyna Schewtschenko | + 1:02,5 min |
| 5      | Marianna Longa          | + 1:14,1 min |
| 6      | Marit Bjørgen           | + 1:26,0 min |
| …      | …                       | …            |
| 9      | Katrin Zeller           | + 1:28,1 min |
| 12     | Seraina Mischol         | + 2:58,3 min |
| 17     | Evi Sachenbacher-Stehle | + 2:58,3 min |
| 22     | Stefanie Böhler         | + 3:18,7 min |
| 30     | Silvana Bucher          | + 4:23,3 min |
| 33     | Kateřina Smutná         | + 4:46,7 min |

| Männer |                       |              |
| Platz  | Name                  | Zeit         |
| 1      | Vincent Vittoz        | 1:39:08.3 h  |
| 2      | Lukáš Bauer           | + 1:10,2 min |
| 3      | Giorgio Di Centa      | + 1:58,5 min |
| 4      | Pietro Piller Cottrer | + 1:58,9 min |
| 5      | Sami Jauhojärvi       | + 1:59,0 min |
| 6      | Petter Northug        | + 2:19,9 min |
| …      | …                     | …            |
| 9      | Jens Filbrich         | + 2:53,7 min |
| 12     | René Sommerfeldt      | + 3:31,2 min |
| 18     | Christian Hoffmann    | + 4:52,4 min |
| 19     | Tobias Angerer        | + 4:52,6 min |
| 21     | Thomas Diezig         | + 4:52,9 min |
| 29     | Curdin Perl           | + 5:12,2 min |

### Bormio (Prolog)
Beim Prolog des Weltcup-Finals gelang Claudia Nystad zum Ende der Saison der einzige Weltcup-Sieg einer deutschen Skilangläuferinnen in diesem Winter. Bei den Herren siegte Pietro Piller Cottrer, der damit den Abstand auf den im Gesamtweltcup auf Platz zwei liegenden René Sommerfeldt stark verkürzen konnte. Sommerfeldt belegte als bester deutscher Athlet den 16. Platz. Für eine Überraschung sorgte der U23-Weltmeister Dario Cologna aus der Schweiz, der den vierten Platz belegen konnte.
| Frauen |                         |            |
| Platz  | Name                    | Zeit       |
| 1      | Claudia Nystad          | 7:46,4 min |
| 2      | Astrid Jacobsen         | + 5,6 s    |
| 3      | Riitta-Liisa Roponen    | + 9,3 s    |
| 4      | Virpi Kuitunen          | + 13,4 s   |
| 5      | Evi Sachenbacher-Stehle | + 26,0 s   |
| 6      | Stefanie Böhler         | + 27,9 s   |

| Männer |                       |            |
| Platz  | Name                  | Zeit       |
| 1      | Pietro Piller Cottrer | 8:31,7 min |
| 2      | Tord Asle Gjerdalen   | + 0,1 s    |
| 3      | Martin Jakš           | + 1,8 s    |
| 4      | Dario Cologna         | + 2,5 s    |
| 5      | Giorgio Di Centa      | + 3,4 s    |
| 6      | Anders Södergren      | + 3,9 s    |

### Bormio (Distanzrennen)
Das Damenrennen wurde lage Zeit von der Polin Justyna Kowalczyk geprägt, die sich früh absetzen konnte. Sie musste allerdings gegen Ende des Rennens ihrem hohen Tempo Tribut zollen, so dass Virpi Kuitunen aufschließen konnte und am Ende den Zielsprint für sich entscheiden konnte. Bei den Herren konnte sich Vincent Vittoz frühzeitig absetzten. Der Weltcupführende Lukáš Bauer unterschätzte den in dieser Saison formschwachen Vittoz, so dass Vittoz einen großen Vorsprung herauslaufen konnte, den Bauer gegen Ende des Rennens nicht mehr aufholen konnte.
| Frauen |                   |             |
| Platz  | Name              | Zeit        |
| 1      | Virpi Kuitunen    | 30:52,0 min |
| 2      | Justyna Kowalczyk | + 0,6 s     |
| 3      | Marit Bjørgen     | + 3,0 s     |
| 4      | Marianna Longa    | + 6,8 s     |
| 5      | Claudia Nystad    | + 14,2 s    |
| 6      | Katrin Zeller     | + 16,2 s    |

| Männer |                     |              |
| Platz  | Name                | Zeit         |
| 1      | Vincent Vittoz      | 51:27,5 min  |
| 2      | Lukáš Bauer         | + 18.3 s     |
| 3      | Tord Asle Gjerdalen | + 52,1 s     |
| 4      | Valerio Checchi     | + 1:05,7 min |
| 5      | Simen Østensen      | + 1:20,5 min |
| 6      | Jens Filbrich       | + 1:24,1 min |

### Bormio (Verfolgung)
Im letzten Rennen der Saison wiederholte sich bei den Damen der Rennablauf des Vortages. Justyna Kowalczyk attackierte frühzeitig und konnte sich von Virpi Kuitunen absetzen. Auf den letzten Kilometern konnte Kuitunen wiederum aufschließen und sicherte sich im Zielsprint ihren sechsten Weltcuperfolg in dieser Saison und somit den Gesamtsieg beim Weltcup-Finale. Claudia Nystad konnte sich auf vom fünften auf den dritten Platz verbessern. Vincent Vittoz konnte auf der letzten Etappe seinen Vorsprung auf Gesamtweltcupsieger Lukáš Bauer weiter ausbauen und erkämpfte sich somit klar den Gesamtsieg. Pietro Piller Cottrer verbesserte sich war auf einen guten vierten Platz, konnte aber René Sommerfeldt, der als Zwölfter ins Ziel kam, nicht vom zweiten Platz der Weltcupgesamtwertung verdrängen.
(angegeben ist die reine Laufzeit; für den Zieleinlauf siehe den Gesamtstand oben)
| Frauen |                         |             |
| Platz  | Name                    | Zeit        |
| 1      | Walentyna Schewtschenko | 30:12,3 min |
| 2      | Riitta-Liisa Roponen    | + 12,2 s    |
| 3      | Justyna Kowalczyk       | + 13,6 s    |
| 4      | Virpi Kuitunen          | + 15,8 s    |
| 5      | Astrid Jacobsen         | + 16,5 s    |
| 6      | Sabina Valbusa          | + 26,1 s    |

| Männer |                    |             |
| Platz  | Name               | Zeit        |
| 1      | Matti Heikkinen    | 39:05,7 min |
| 2      | Sami Jauhojärvi    | + 14,1 s    |
| 3      | Roland Clara       | + 19,3 s    |
| 4      | Maurice Manificat  | + 28,4 s    |
| 5      | Christian Hoffmann | + 28,7 s    |
| 6      | Giorgio Di Centa   | + 30,8 s    |